# 아이톨리아 동맹

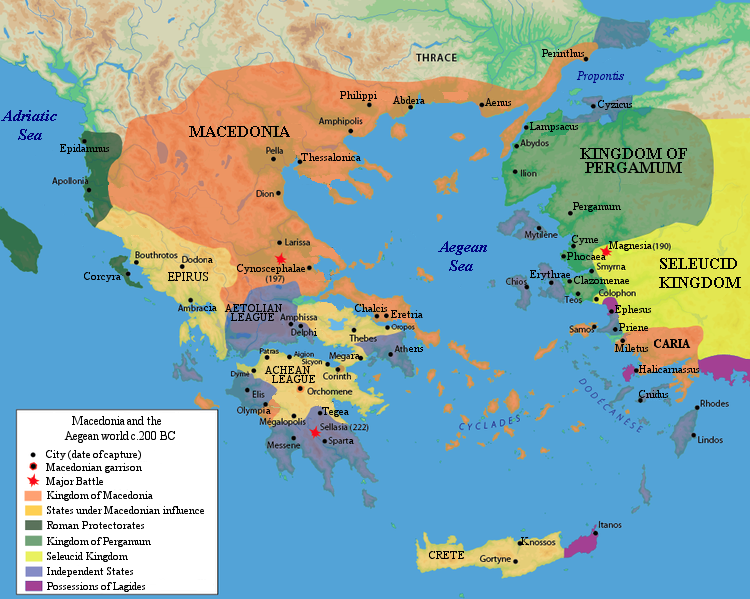
기원전 200년의 아이톨리아 동맹 영역

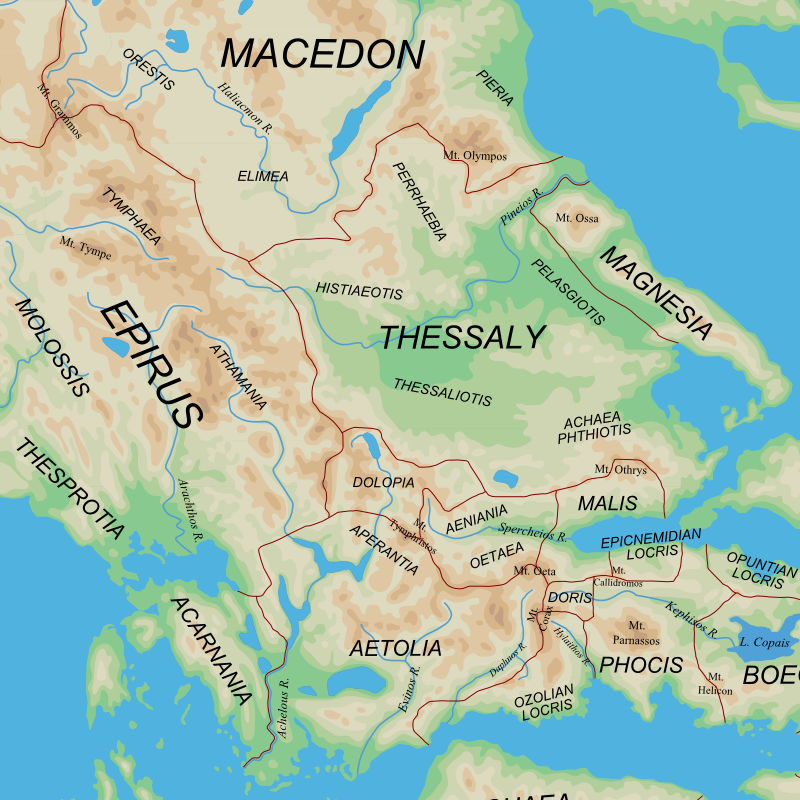
확장 이전의 아이톨리아를 포함한 고대 그리스 중부 지역

아이톨리아 동맹(고대 그리스어: Κοινὸν τῶν Αἰτωλῶν 코이논 톤 아이톨리온[*])는 고대 그리스의 여러 도시 국가와 부족 공동체들이 연합하여 결성된 동맹체로서, 그리스 중부(아이톨리아) 지방의 도시 국가들이 주를 이루고 있었다. 동맹은 아마도 일부 그리스 도시들이 마케도니아의 안티고노스 왕조와 아카이아 동맹에 반발하면서 생겨났던 것으로 보인다. 동맹 내부에서는 복잡한 도시 간의 관계가 있으며, 모든 회원 도시의 대표는 일년에 두 번 모이는 것으로 되어 있었다. 회원 도시마다 동맹에 대한 의존도가 달라 결정적인 외교적, 군사적 지원과 통합을 기대할 수는 없었지만, 동맹의 회원 도시에 공통된 도량형과 세제를 채택할 것을 요구했다.
동맹은 기원전 290년에 델포이를 점령한 이래로 꾸준하게 영토를 확보했으며, 기원전 3세기 말까지 아티카와 보이오티아를 제외한 그리스 중부 전역을 재패했다. 전성기에 아이톨리아 동맹의 영토는 로크리스, 말리스, 돌로페스, 테살리아 일부, 포키스, 아카르나니아를 포함하고 있었다. 나중에 가서는 크레타 섬의 아르카디아 도시국가나 만티네이아, 테게아, 피갈리아, 키도니아와 같은 다른 도시국가들도 동맹에 가입하면서 그 세력이 더욱 팽창하였다.
제2차 마케도니아 전쟁이 발발하자 아이톨리아 동맹 도시는 로마 공화국의 편에 서서, 안티고노스 왕조의 필리포스 5세를 물리쳤다. 그러나 몇 년 후 로마가 그리스에 영향력을 확대하게 되면서 점차 로마의 움직임을 우려하게 되었다. 셀레우코스 왕조의 시리아 왕 안티오코스 3세에게 접근하였지만, 기원전 189년에 안티오쿠스 3세가 로마에 패하자 아이톨리아 동맹은 구심력을 잃게 된다. 동맹만으로 로마에 대적하는 것이 불가능했으므로, 로마에 굴복할 수 밖에 없었다. 이후 동맹 자체는 존속했지만, 사실상의 역할은 끝이 났다.

## 같이 보기
- 마케도니아 왕국
- 아카이아 동맹
- 로마공화정